# Śleszowice

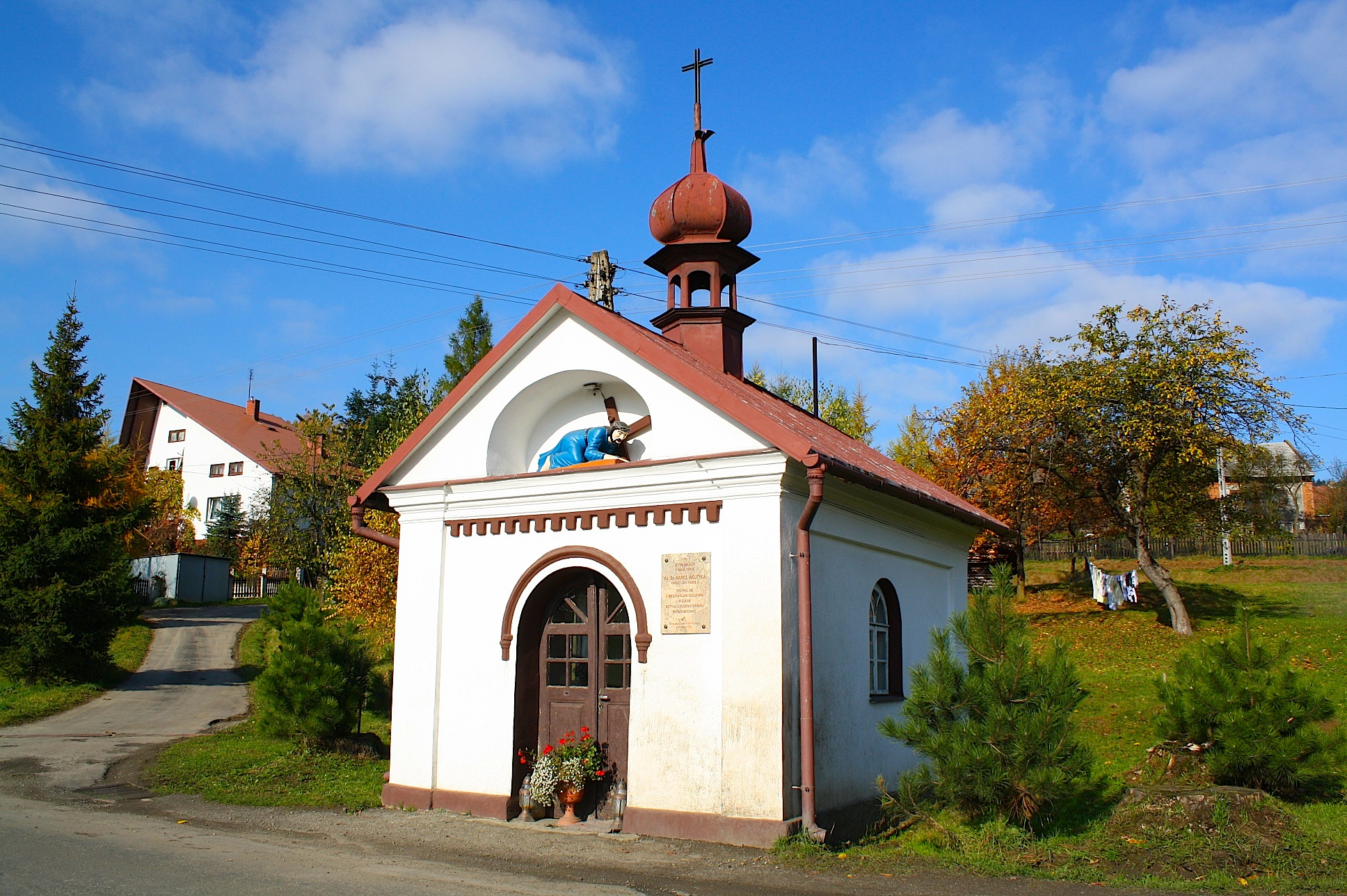
Kapelle

Śleszowice ist eine Ortschaft mit einem Schulzenamt der Gemeinde Zembrzyce im Powiat Wadowicki der Woiwodschaft Kleinpolen in Polen.

## Geographie
Der Ort liegt am Bach Tarnawka, einen linken Zufluss der Skawa, zwischen Tarnawa Dolna im Osten, Tarnawa Górna im Westen sowie Mucharz im Norden, in den Kleinen Beskiden.

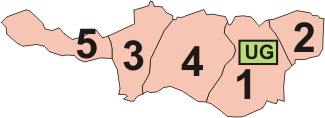
Śleszowice (3) innerhalb der Gemeinde Zembrzyce

## Geschichte
Der Ort wurde wahrscheinlich von Żegota z Benkowicz nach dem Jahr 1333 gegründet. Politisch gehörte das Dorf ursprünglich zum Herzogtum Auschwitz, dies bestand ab 1315 in der Zeit des polnischen Partikularismus. Seit 1327 bestand das Herzogtum die Lehnsherrschaft des Königreichs Böhmen. Es wurde im Jahre 1376 erstmals erwähnt und gehörte später zur Starostei Barwałd.
Bei der Ersten Teilung Polens kam Śleszowice 1772 zum neuen Königreich Galizien und Lodomerien des habsburgischen Kaiserreichs (ab 1804).
1918, nach dem Ende des Ersten Weltkriegs und dem Zusammenbruch der k.u.k. Monarchie, kam Śleszowice zu Polen. Unterbrochen wurde dies nur durch die Besetzung Polens durch die Wehrmacht im Zweiten Weltkrieg. Es gehörte dann zum Landkreis Bielitz im Regierungsbezirk Kattowitz in der Provinz Schlesien (seit 1941 Provinz Oberschlesien). Im Rahmen der Aktion Saybusch wurden aus Śleszowice die Mehrheit der Polen hinter Skawa in das Generalgouvernement vertrieben, um Volksdeutsche ansiedeln zu können.
Von 1975 bis 1998 gehörte Śleszowice zur Woiwodschaft Bielsko-Biała.